# Bundestagswahlkreis Tübingen
Der Bundestagswahlkreis Tübingen (seit 2009: Wahlkreis 290) ist seit 1980 ein Wahlkreis in Baden-Württemberg.

## Wahlkreis
Der umfasst den Landkreis Tübingen sowie die Gemeinden Bisingen, Burladingen, Grosselfingen, Hechingen, Jungingen und Rangendingen im Zollernalbkreis. Bei der Bundestagswahl 2021 waren 198.791 Einwohner wahlberechtigt, bei der Wahl 2017 waren es 196.488 Einwohner.

## Wahlkreisgeschichte
Der Wahlkreis ist zur Bundestagswahl 1980 neu eingerichtet worden. Der Landkreis Tübingen gehörte vorher zum Wahlkreis Reutlingen.
| Wahl      | Wahlkreisname | Gebiet |
| --------- | ------------- | --- |
| 1980–1998 | 194 Tübingen  | Landkreis Tübingen, vom Zollernalbkreis die Gemeinden Bisingen, Burladingen, Grosselfingen, Hechingen, Jungingen und Rangendingen |
| 2002–2005 | 291 Tübingen  | Landkreis Tübingen, vom Zollernalbkreis die Gemeinden Bisingen, Burladingen, Grosselfingen, Hechingen, Jungingen und Rangendingen |
| seit 2009 | 290 Tübingen  | Landkreis Tübingen, vom Zollernalbkreis die Gemeinden Bisingen, Burladingen, Grosselfingen, Hechingen, Jungingen und Rangendingen |

## Wahlkreisabgeordnete
| Wahl | Abgeordneter                           | Abgeordneter                           | Partei                                 | Stimmen in %                           |
| ---- | -------------------------------------- | -------------------------------------- | -------------------------------------- | -------------------------------------- |
| 1980 |                                        | Jürgen Todenhöfer                      | CDU                                    |                                        |
| 1983 |                                        | Jürgen Todenhöfer                      | CDU                                    |                                        |
| 1987 |                                        | Jürgen Todenhöfer                      | CDU                                    |                                        |
| 1990 |                                        | Claus-Peter Grotz                      | CDU                                    |                                        |
| 1994 |                                        | Claus-Peter Grotz                      | CDU                                    |                                        |
| 1998 |                                        | Herta Däubler-Gmelin                   | SPD                                    |                                        |
| 2002 |                                        | Annette Widmann-Mauz                   | CDU                                    |                                        |
| 2005 |                                        | Annette Widmann-Mauz                   | CDU                                    |                                        |
| 2009 | 38,9                                   | Annette Widmann-Mauz                   | CDU                                    |                                        |
| 2013 | 46,9                                   | Annette Widmann-Mauz                   | CDU                                    |                                        |
| 2017 | 35,7                                   | Annette Widmann-Mauz                   | CDU                                    |                                        |
| 2021 | 27,0                                   | Annette Widmann-Mauz                   | CDU                                    |                                        |
| 2025 | kein – ungenügende Zweitstimmendeckung | kein – ungenügende Zweitstimmendeckung | kein – ungenügende Zweitstimmendeckung | kein – ungenügende Zweitstimmendeckung |

## Wahlergebnisse

### Bundestagswahl 2025
| Kandidaten                                                                      | Kandidaten                 | Parteien/Listen     | Erststimmen | Erststimmen | Zweitstimmen | Zweitstimmen |
| Kandidaten                                                                      | Kandidaten                 | Parteien/Listen     | Stimmen     | %           | Stimmen      | %            |
| ------------------------------------------------------------------------------- | -------------------------- | ------------------- | ----------- | ----------- | ------------ | ------------ |
|                                                                                 | Christoph Daniel Naser     | CDU                 | 54.250      | 31,7        | 48.875       | 28,5         |
|                                                                                 | Florian Christoph Zarnetta | SPD                 | 22.148      | 13,0        | 23.886       | 13,9         |
|                                                                                 | Gülay Asli Kücük           | GRÜNE               | 42.175      | 24,7        | 32.947       | 19,2         |
|                                                                                 | Julian Grünke              | FDP                 | 6.244       | 3,7         | 8.579        | 5,0          |
|                                                                                 | Daniel Winkler             | AfD                 | 26.760      | 15,6        | 27.676       | 16,1         |
|                                                                                 | Ralf Wolfgang Jaster       | LINKE               | 10.520      | 6,2         | 16.466       | 9,6          |
|                                                                                 | –                          | dieBasis            | –           | –           | 407          | 0,2          |
|                                                                                 | Alexander Schülzle         | FREIE WÄHLER        | 3.861       | 2,3         | 1.756        | 1,0          |
|                                                                                 | –                          | Tierschutzpartei    | –           | –           | 1.152        | 0,7          |
|                                                                                 | Flavio Matthias Krahl      | Die PARTEI          | 1.667       | 1,0         | 719          | 0,4          |
|                                                                                 | Pedro Henrique Treuer      | Volt                | 1.802       | 1,1         | 1.280        | 0,7          |
|                                                                                 | –                          | ÖDP                 | –           | –           | 332          | 0,2          |
|                                                                                 | –                          | Bündnis C           | –           | –           | 278          | 0,2          |
|                                                                                 | –                          | MLPD                | –           | –           | 88           | 0,1          |
|                                                                                 | –                          | BÜNDNIS DEUTSCHLAND | –           | –           | 204          | 0,1          |
|                                                                                 | –                          | BSW                 | –           | –           | 6.832        | 4,0          |
|                                                                                 | Volkmar Roman Raidt        | Einzelbewerber      | 1.573       | 0,9         | –            | –            |
| Gesamt                                                                          | Gesamt                     | Gesamt              | 171.000     | 100         | 171.477      | 100          |
|                                                                                 |                            |                     |             |             |              |              |
| Ungültige Stimmen                                                               | Ungültige Stimmen          | Ungültige Stimmen   | 1.209       | 0,7         | 732          | 0,4          |
| Wähler                                                                          | Wähler                     | Wähler              | 172.209     | 86,2        | 172.209      | 86,2         |
| Wahlberechtigte                                                                 | Wahlberechtigte            | Wahlberechtigte     | 199.799     |             | 199.799      |              |
|                                                                                 |                            |                     |             |             |              |              |
| Anmerkung: kein Kandidat hat ein Direktmandat bekommen (siehe Wahlrechtsreform) |                            |                     |             |             |              |              |
|                                                                                 |                            |                     |             |             |              |              |
| Quellen: Die Bundeswahlleiterin, Kandidaten – Stimmen                           |                            |                     |             |             |              |              |

### Bundestagswahl 2021
Zur Bundestagswahl 2021 kandidierten die folgenden Direktkandidaten und erreichten als Ergebnis:
| Direktkandidat       | Partei               | Erststimmen in % | Zweitstimmen in % |
| -------------------- | -------------------- | ---------------- | ----------------- |
| Annette Widmann-Mauz | CDU                  | 27,0             | 21,8              |
| Martin Rosemann      | SPD                  | 18,2             | 20,4              |
| Christian Kühn       | GRÜNE                | 25,7             | 23,4              |
| Julian Grünke        | FDP                  | 9,4              | 14,2              |
| Ingo Reetzke         | AfD                  | 7,8              | 7,9               |
| Heike Hänsel         | Die Linke            | 4,7              | 5,2               |
| Oliver Mohr          | Tierschutzpartei     | 1,6              | 1,1               |
| Christiane Lawrenz   | Die PARTEI           | 1,2              | 0,8               |
| Andreas Weber        | Freie Wähler         | 1,7              | 1,2               |
| —                    | PIRATEN              | —                | 0,3               |
| Kornelius Schultka   | ÖDP                  | 0,5              | 0,3               |
| —                    | NPD                  | —                | 0,1               |
| Stefan Klepp         | DiB                  | 0,3              | 0,1               |
| Claudia Lenger-Atan  | MLPD                 | 0,1              | 0,0               |
| —                    | DKP                  | —                | 0,0               |
| Johanna Pardo        | dieBasis             | 1,8              | 1,7               |
| —                    | Bündnis C            | —                | 0,2               |
| —                    | BÜRGERBEWEGUNG       | —                | 0,1               |
| —                    | BÜNDNIS21            | —                | 0,0               |
| —                    | LKR                  | —                | 0,0               |
| —                    | Die Humanisten       | —                | 0,1               |
| —                    | Gesundheitsforschung | —                | 0,1               |
| —                    | Team Todenhöfer      | —                | 0,5               |
| —                    | Volt                 | —                | 0,4               |

### Bundestagswahl 2017
Zur Bundestagswahl am 24. September 2017 kandidierten die folgenden Direktkandidaten:
| Direktkandidat       | Partei         | Erststimmen in % | Zweitstimmen in % |
| -------------------- | -------------- | ---------------- | ----------------- |
| Annette Widmann-Mauz | CDU            | 35,7             | 30,8              |
| Martin Rosemann      | SPD            | 17,3             | 15,7              |
| Christian Kühn       | GRÜNE          | 19,1             | 18,0              |
| Christopher Gohl     | FDP            | 7,9              | 11,8              |
| Dubravko Mandic      | AfD            | 8,7              | 10,0              |
| Heike Hänsel         | Die Linke      | 8,8              | 9,5               |
| Claudia Lenger-Atan  | MLPD           | 0,2              | 0,1               |
| Ina Mecke            | Die PARTEI     | 1,4              | 0,8               |
| Jens Martin Rohrbach | Einzelbewerber | 1,0              | –                 |

### Bundestagswahl 2013
| Direktkandidat       | Partei              | Erststimmen in % | Zweitstimmen in % |
| -------------------- | ------------------- | ---------------- | ----------------- |
| Annette Widmann-Mauz | CDU                 | 46,9             | 41,7              |
| Martin Rosemann      | SPD                 | 20,4             | 20,5              |
| Christopher Gohl     | FDP                 | 2,3              | 5,5               |
| Christian Kühn       | GRÜNE               | 16,5             | 14,8              |
| Heike Hänsel         | DIE LINKE           | 6,5              | 6,6               |
| Sebastian Nerz       | PIRATEN             | 3,0              | 2,7               |
| Edda Schmidt         | NPD                 | 1,1              | 0,9               |
| —                    | REP                 | —                | 0,3               |
| —                    | Tierschutzpartei    | —                | 0,7               |
| —                    | ÖDP                 | —                | 0,4               |
| —                    | PBC                 | —                | 0,2               |
| —                    | Volksabstimmung     | —                | 0,2               |
| —                    | MLPD                | —                | 0,1               |
| —                    | BüSo                | —                | 0,0               |
| Horst Speichert      | AfD                 | 3,4              | 4,6               |
| —                    | BIG                 | —                | 0,0               |
| —                    | pro Deutschland     | —                | 0,1               |
| —                    | FREIE WÄHLER        | —                | 0,3               |
| —                    | PARTEI DER VERNUNFT | —                | 0,1               |
| —                    | RENTNER             | —                | 0,2               |

### Bundestagswahl 2009
| Direktkandidat       | Partei                | Erststimmen in % | Zweitstimmen in % | Bundestagswahl 2005 Zweitstimmen in % |
| -------------------- | --------------------- | ---------------- | ----------------- | ------------------------------------- |
| Annette Widmann-Mauz | CDU                   | 38,9             | 30,7              | 35,3                                  |
| Winfried Hermann     | Bündnis 90/Die Grünen | 21,6             | 19,0              | 16,2                                  |
| Martin Rosemann      | SPD                   | 20,1             | 18,9              | 29,1                                  |
| Klaus Bucher         | FDP                   | 9,7              | 17,1              | 11,2                                  |
| Heike Hänsel         | LINKE                 | 6,9              | 7,9               | 4,3                                   |
| —                    | PIRATEN               | —                | 2,6               | —                                     |
| —                    | REP                   | —                | 1,3               | 1,4                                   |
| —                    | PBC                   | —                | 0,5               | 0,4                                   |
| Edda Schmidt         | NPD                   | 1,5              | 1,0               | 0,2                                   |
| —                    | GRAUE                 | —                | 0,3               | 0,1                                   |
| —                    | BüSo                  | —                | 0,1               | 0,0                                   |
| —                    | FAMILIE               | —                | 0,6               | —                                     |
| —                    | MLPD                  | —                | 0,1               | —                                     |
| Reinhart Mann        | Einzelbewerber        | 0,6              | —                 | —                                     |
| —                    | Offensive D           | —                | —                 | 0,3                                   |
| —                    | Tierschutzpartei      | —                | —                 | 0,3                                   |
| —                    | Die FRAUEN            | —                | —                 | 0,1                                   |
| —                    | CM                    | —                | —                 | 0,1                                   |